# Albert Valentin
Ne doit pas être confondu avec Albert Valentin (rugby à XV).
Pour les articles homonymes, voir Valentin.
Albert Valentin, né le 5 août 1902 à La Louvière, mort le 13 avril 1968 à Suresnes, est un scénariste et réalisateur belge.

## Biographie
Orphelin de père à 6 ans, Albert Valentin s'intéresse très fortement au cinéma dès l'adolescence et fréquente les salles obscures en compagnie d'un certain Charles Spaak.
En 1925, il fonde, avec Carl Vincent et les frères Putzeys, le Club du Cinéma à Bruxelles, dans les sous-sols de la compagnie de Sir William Lever, le fabricant d'huiles et savons.
La même année, il commence à publier des textes sur le cinéma dans des revues cinéphiles françaises et belges (Cinéa-Ciné pour tous, Variétés) et dans des recueils de textes (L'Art cinématographique). Puis vient Aux soleils de minuit, long texte en douze parties publié dans Variétés, et dans lequel on trouve déjà tous les thèmes, interrogations, considérations, décors, opinions, que Valentin développera au cours de sa carrière de scénariste.
À partir de 1929, il publie textes et photo-montages dans La Révolution surréaliste, puis dans Le Surréalisme au service de la révolution, qui lui succède en 1930, et se retrouve intégré au mouvement surréaliste. Il travaille à des projets de scénarios avec André Breton, avec Louis Aragon. Aucun n'aboutira.
En décembre 1931, il est exclu du mouvement surréaliste, pour avoir travaillé sur À nous la liberté de René Clair, un film « contre-révolutionnaire ». Néanmoins, ce film est aussi le début d'une fructueuse collaboration avec le réalisateur puisque Valentin sera son assistant à cinq reprises, et rencontrera, grâce à lui, Jean Renoir (coécriture de Boudu sauvé des eaux) et Jean Grémillon pour qui il écrira L'Étrange Monsieur Victor, Le ciel est à vous et plus tard L'Étrange Madame X.
À la même époque, il travaille à Babelsberg, où il coréalise quatre comédies musicales franco-allemandes, puis il réalise un moyen métrage, Taxi de Minuit, en 1934.
À partir de 1936, il travaille très régulièrement avec Charles Spaak, qu'il convertit au cinéma dans les années 1920 en l'emmenant voir Nosferatu le vampire, Le Cabinet du docteur Caligari ou encore La Charrette fantôme.
Jusqu'en 1944, outre ses travaux de scénariste pour Jean Grémillon, Maurice Tourneur ou encore Marcel L'Herbier, Valentin réalise six longs métrages dont plusieurs remportent un vif succès, quand d'autres deviennent objets de curiosité des années plus tard.
Ainsi, L'Entraîneuse, réalisé en 1938 mais sorti en 1940, permet de découvrir la Michèle Morgan d'avant Le Quai des brumes ; L'Héritier des Mondésir est un Fernandel ni bon ni mauvais ; et Marie-Martine reste dans les annales pour quelques répliques bien senties et une brochette de seconds rôles savoureux.
En 1943, il réalise ce qui reste son meilleur film, le plus engagé et celui qui lui coûta le plus cher. En effet, La Vie de plaisir, diatribe contre la noblesse et le clergé, produit par la Continental, sort en 1944, peu avant la Libération. Il a le privilège d'être l'un des rares films, avec par exemple Le Corbeau, à avoir été non seulement condamné par le régime de Vichy, mais aussi interdit à la Libération. En effet, si la France de Vichy y voit un « film nettement antisocial », se déroulant dans un « milieu bas de prostitution et d'alcoolisme » et se fendant de « notes anticléricales délibérément et fortement accentuées », la France libre s'insurge contre une supposée œuvre de propagande allemande, une « volonté systématique [de la Continental] de salir et diminuer la France. »
Tout comme Clouzot, Valentin est interdit de studios pendant plusieurs années et ne se remettra jamais vraiment de cette peine. En 1948 et 1949, il réalise deux longs métrages impersonnels. Quant à sa carrière de scénariste, débutée sous les meilleurs auspices avec des collaborateurs de renom (Jean Renoir, René Clair, Jean Grémillon), elle s'enfonce irrémédiablement dans la médiocrité puisque s'il travaille d'abord, au sortir de la guerre, avec Henri Decoin, Christian-Jaque ou Henri Verneuil, puis il collabore avec Jean Chérasse ou Denys de La Patellière pour terminer sa carrière en écrivant d'improbables péplums italiens.
Il meurt en avril 1968 d'une maladie respiratoire, après avoir fréquenté toute sa vie avec une grande assiduité les établissements de nuit et autres casinos.

## Filmographie

### Réalisateur
- 1934 : Toi que j'adore (coréalisé avec Géza von Bolváry)
- 1934 : Taxi de minuit (moyen métrage)
- 1934 : La Chanson de l'adieu (coréalisé avec Géza von Bolváry)
- 1935 : Les dieux s'amusent (Amphitryon)  (coréalisé avec Reinhold Schünzel)
- 1935 : Stradivarius (coréalisé avec Géza von Bolváry)
- 1939 : L'Entraîneuse
- 1940 : L'Héritier des Mondésir
- 1942 : La Maison des sept jeunes filles
- 1943 : À la belle frégate
- 1943 : Marie-Martine
- 1944 : La Vie de plaisir
- 1948 : Le Secret de Monte-Cristo
- 1949 : L'échafaud peut attendre

### Scénariste
- 1932 : Boudu sauvé des eaux de Jean Renoir (non crédité)
- 1934 : Toi que j'adore
- 1936 : La Porte du large de Marcel L'Herbier (non crédité)
- 1938 : L'Étrange Monsieur Victor de Jean Grémillon
- 1941 : Péchés de jeunesse de Maurice Tourneur
- 1944 : Le ciel est à vous de Jean Grémillon
- 1944 : La Vie de plaisir
- 1949 : L'échafaud peut attendre
- 1950 : Au p'tit zouave de Gilles Grangier
- 1951 : L'Étrange Madame X de Jean Grémillon
- 1951 : Sérénade au bourreau de Jean Stelli
- 1951 : Mammy de Jean Stelli
- 1951 : Messaline (Messalina) de Carmine Gallone
- 1954 : Le Mouton à cinq pattes de Henri Verneuil
- 1954 : Madame du Barry de Christian-Jaque
- 1955 : Nana de Christian-Jaque
- 1955 : L'Affaire des poisons de Henri Decoin
- 1957 : Escapade de Ralph Habib
- 1958 : Maxime de Henri Verneuil
- 1959 : La Femme et le Pantin de Julien Duvivier
- 1959 : Pourquoi viens-tu si tard ? de Henri Decoin
- 1959 : Archimède le clochard de Gilles Grangier
- 1960 : Meurtre en 45 tours d'Étienne Périer
- 1962 : Le Bateau d'Émile
- 1962 : La Vendetta
- 1962 : Pourquoi Paris ?
- 1962 : En avant la musique (Il cambio della guardia)
- 1963 : Tempo di Roma
- 1963 : Hercule le héros de Babylone (L'eroe di Babilonia)
- 1963 : Goliath et l'esclave rebelle (Goliath e la schiava ribelle)
- 1963 : Le Bon Roi Dagobert
- 1964 : Maciste et les 100 gladiateurs (Maciste, gladiatore di Sparta)
- 1964 : Hercule contre les mercenaires (L'ultimo gladiatore)
- 1967 : Le Canard en fer blanc
- 1968 : Vingt-quatre heures de la vie d'une femme

### Assistant réalisateur
- 1931 : À nous la liberté, de René Clair
- 1933 : 14 juillet, de René Clair
- 1934 : Le Dernier milliardaire, de René Clair
- 1935 : Fantôme à vendre (The Ghost Goes West), de René Clair
- 1938 : Break the News, de René Clair